# DDR-Meisterschaften im Eisschnelllaufen 1989

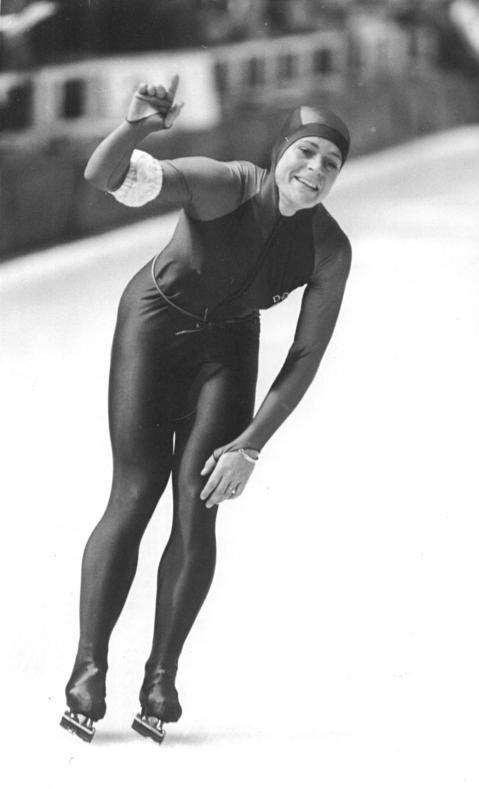
Gunda Kleemann nach ihrem Sieg bei den Einzelstrecken-Meisterschaften über 5.000 m.

Die DDR-Meisterschaften im Eisschnelllaufen 1989 fanden auf den Einzelstrecken und im Großen-Mehrkampf im Sportforum Hohenschönhausen in Berlin statt, wobei die Meister auf den Einzelstrecken schon im Dezember des Vorjahres ermittelt wurden. Im Sprint-Mehrkampf wurde in diesem Jahr keine Meisterschaft ausgetragen. Gunda Kleemann sicherte sich vier Titel und war damit die erfolgreichste Athletin bei den Meisterschaften. Zwei Meistertitel konnten Uwe-Jens Mey, Peter Adeberg und Michael Spielmann erringen. Für Peter Adeberg, der seinen Titel über 1.500 m aus dem Vorjahr erfolgreich verteidigen konnte, war es bereits der Dritte in Folge über diese Distanz. 

## Meister
| Distanz          | Männer            | Verein           | Frauen         | Verein             |
| ---------------- | ----------------- | ---------------- | -------------- | ------------------ |
| 500 Meter        | Uwe-Jens Mey      | SC Dynamo Berlin | Christa Luding | SC Einheit Dresden |
| 1.000 Meter0     | Uwe-Jens Mey      | SC Dynamo Berlin | Angela Hauck   | SC Dynamo Berlin   |
| 1.500 Meter0     | Peter Adeberg     | TSC Berlin       | Gunda Kleemann | SC Turbine Erfurt  |
| 3.000 Meter0     |                   |                  | Gunda Kleemann | SC Turbine Erfurt  |
| 5.000 Meter0     | Michael Spielmann | TSC Berlin       | Gunda Kleemann | SC Turbine Erfurt  |
| 10.000 Meter0    | Michael Spielmann | TSC Berlin       |                |                    |
|                  |                   |                  |                |                    |
| Großer-Mehrkampf | Peter Adeberg     | TSC Berlin       | Gunda Kleemann | SC Turbine Erfurt  |

## Einzelstrecken-Meisterschaften
Termin: 9. – 11. Dezember 1988

### Männer

#### 500 Meter
| Pl. | Name            | Verein             | Zeit (s) |
| --- | --------------- | ------------------ | -------- |
| 1   | Uwe-Jens Mey    | SC Dynamo Berlin   | 37,57    |
| 2   | André Sobeck    | SC Dynamo Berlin   | 37,82    |
| 3   | Timo Jankowski  | SC Einheit Dresden | 38,13    |
| 4   | René van Bernum | TSC Berlin         | 38,41    |
| 5   | René Goschnik   | SC Einheit Dresden | 38,58    |
| 6   | Thomas Kumm     | SC Dynamo Berlin   | 38,61    |

#### 1.000 Meter
| Pl. | Name            | Verein             | Zeit (min) |
| --- | --------------- | ------------------ | ---------- |
| 1   | Uwe-Jens Mey    | SC Dynamo Berlin   | 1:15,31    |
| 2   | André Sobeck    | SC Dynamo Berlin   | 1:17,39    |
| 3   | Heiko Scandolo  | SC Turbine Erfurt  | 1:18,14    |
| 4   | Jan Thomas      | SC Dynamo Berlin   | 1:18,52    |
| 5   | René van Bernum | TSC Berlin         | 1:18,55    |
| 6   | Timo Jankowski  | SC Einheit Dresden | 1:19,31    |

#### 1.500 Meter
| Pl. | Name              | Verein            | Zeit (min) |
| --- | ----------------- | ----------------- | ---------- |
| 1   | Peter Adeberg     | TSC Berlin        | 1:56,67    |
| 2   | Olaf Zinke        | SC Dynamo Berlin  | 1:56,91    |
| 3   | Michael Spielmann | TSC Berlin        | 1:57,89    |
| 4   | Thomas Kumm       | SC Dynamo Berlin  | 1:59,12    |
| 5   | Peter Tietz       | SC Turbine Erfurt | 1:59,67    |
| 6   | Steffen Meißner   | SC Turbine Erfurt | 1:59,70    |

#### 5.000 Meter
| Pl. | Name               | Verein            | Zeit (min) |
| --- | ------------------ | ----------------- | ---------- |
| 1   | Michael Spielmann  | TSC Berlin        | 7:05,03    |
| 2   | Peter Adeberg      | TSC Berlin        | 7:06,61    |
| 3   | Peter Tietz        | SC Turbine Erfurt | 7:07,74    |
| 4   | Jörg Schmietendorf | SC Dynamo Berlin  | 7:08,81    |
| 5   | Steffen Meißner    | SC Turbine Erfurt | 7:09,32    |
| 6   | Endler             | SC Dynamo Berlin  | 7:14,76    |

#### 10.000 Meter
| Pl. | Name               | Verein             | Zeit (min) |
| --- | ------------------ | ------------------ | ---------- |
| 1   | Michael Spielmann  | TSC Berlin         | 14:47,31   |
| 2   | Roland Freier      | SC Karl-Marx-Stadt | 14:50,66   |
| 3   | Peter Tietz        | SC Turbine Erfurt  | 15:01,39   |
| 4   | Jörg Schmietendorf | SC Dynamo Berlin   | 15:02,35   |
| 5   | Frank Dittrich     | SC Karl-Marx-Stadt | 15:03,96   |
| 6   | Thomas Mihm        | SC Turbine Erfurt  | 15:05,49   |
| 6   | Steffen Meißner    | SC Turbine Erfurt  | 15:05,49   |

### Frauen

#### 500 Meter
| Pl. | Name              | Verein             | Zeit (s) |
| --- | ----------------- | ------------------ | -------- |
| 1   | Christa Luding    | SC Einheit Dresden | 40,72    |
| 2   | Angela Hauck      | SC Dynamo Berlin   | 40,93    |
| 3   | Karin Trautvetter | SC Turbine Erfurt  | 41,37    |
| 4   | Monique Garbrecht | TSC Berlin         | 41,88    |
| 5   | Gunda Kleemann    | SC Turbine Erfurt  | 42,08    |
| 6   | Constanze Moser   | SC Turbine Erfurt  | 42,47    |

#### 1.000 Meter
| Pl. | Name              | Verein             | Zeit (min) |
| --- | ----------------- | ------------------ | ---------- |
| 1   | Angela Hauck      | SC Dynamo Berlin   | 1:22,79    |
| 2   | Christa Luding    | SC Einheit Dresden | 1:22,93    |
| 3   | Monique Garbrecht | TSC Berlin         | 1:24,55    |
| 4   | Karin Trautvetter | SC Turbine Erfurt  | 1:26,00    |
| 5   | Anja Ulbricht     | SC Karl-Marx-Stadt | 1:26,45    |
| 6   | Voigt             | SC Karl-Marx-Stadt | 1:27,37    |

#### 1.500 Meter
| Pl. | Name              | Verein             | Zeit (min) |
| --- | ----------------- | ------------------ | ---------- |
| 1   | Gunda Kleemann    | SC Turbine Erfurt  | 2:07,11    |
| 2   | Constanze Moser   | SC Turbine Erfurt  | 2:09,58    |
| 3   | Jacqueline Börner | TSC Berlin         | 2:09,87    |
| 4   | Carola Bürger     | SC Einheit Dresden | 2:10,04    |
| 5   | Heike Schalling   | SC Turbine Erfurt  | 2:10,08    |
| 6   | Ulrike Adeberg    | TSC Berlin         | 2:11,27    |

#### 3.000 Meter
| Pl. | Name              | Verein            | Zeit (min) |
| --- | ----------------- | ----------------- | ---------- |
| 1   | Gunda Kleemann    | SC Turbine Erfurt | 4:25,39    |
| 2   | Heike Schalling   | SC Turbine Erfurt | 4:28,58    |
| 3   | Constanze Moser   | SC Turbine Erfurt | 4:29,98    |
| 4   | Jacqueline Börner | TSC Berlin        | 4:33,23    |
| 5   | Karin Stachewiez  | SC Dynamo Berlin  | 4:34,91    |
| 6   | Heike Müller      | SC Turbine Erfurt | 4:35,51    |

#### 5.000 Meter
| Pl. | Name              | Verein            | Zeit (min) |
| --- | ----------------- | ----------------- | ---------- |
| 1   | Gunda Kleemann    | SC Turbine Erfurt | 7:35,57    |
| 2   | Heike Schalling   | SC Turbine Erfurt | 7:40,76    |
| 3   | Constanze Moser   | SC Turbine Erfurt | 7:46,68    |
| 4   | Jacqueline Börner | TSC Berlin        | 7:48,60    |
| 5   | Karin Stachewiez  | SC Dynamo Berlin  | 8:03,14    |

## Großer-Mehrkampf-Meisterschaften

### Männer
| Pl. | Name          | Verein            | Punkte |
| --- | ------------- | ----------------- | ------ |
| 1   | Peter Adeberg | TSC Berlin        |        |
| 2   | Olaf Zinke    | SC Dynamo Berlin  |        |
| 3   | Peter Tietz   | SC Turbine Erfurt |        |

### Frauen
| Pl. | Name            | Verein            | Punkte |
| --- | --------------- | ----------------- | ------ |
| 1   | Gunda Kleemann  | SC Turbine Erfurt |        |
| 2   | Constanze Moser | SC Turbine Erfurt |        |
| 3   | Heike Schalling | SC Turbine Erfurt |        |

## Medaillenspiegel
| Platz | Verein | Verein             | Gold | Silber | Bronze | Total |
| ----- | ------ | ------------------ | ---- | ------ | ------ | ----- |
| 1     |        | SC Turbine Erfurt  | 4    | 4      | 8      | 160   |
| 2     |        | TSC Berlin         | 4    | 1      | 3      | 8     |
| 3     |        | SC Dynamo Berlin   | 3    | 5      | –      | 8     |
| 4     |        | SC Einheit Dresden | 1    | 1      | 1      | 3     |
| 5     |        | SC Karl-Marx-Stadt | –    | 1      | –      | 1     |
|       | Total  | Total              | 12   | 12     | 12     | 36    |